# 1690 en arts plastiques
| Années des arts plastiques : 1687 - 1688 - 1689 - 1690 - 1691 - 1692 - 1693    |
| Décennies des arts plastiques : 1660 - 1670 - 1680 - 1690 - 1700 - 1710 - 1720 |

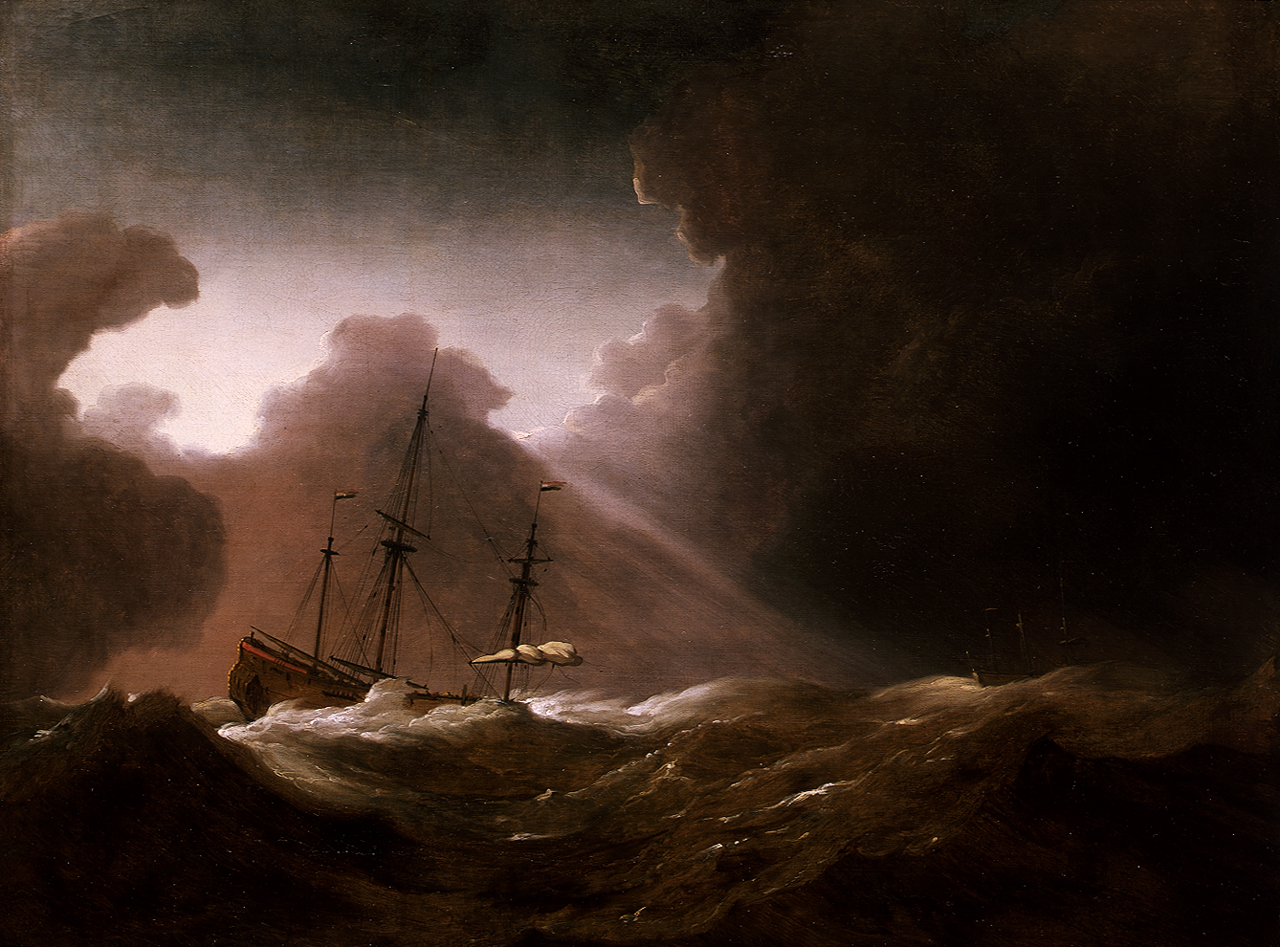
Un navire néerlandais voiles repliées avant la tempête, toile de Willem Van de Velde le Jeune.

Cette page concerne l'année 1690 en arts plastiques.

## Œuvres
- Pierre Mignard peint son autoportrait (musée du Louvre) ;

## Naissances
- 22 janvier, Nicolas Lancret, peintre français († 14 septembre 1743),
- 23 septembre : Giuseppe Bazzani, peintre rococo italien († 17 août 1769),
- 14 octobre : Olivio Sozzi, peintre italien († 31 octobre 1765),
- 17 novembre : Noël Nicolas Coypel, peintre français († 14 décembre 1734),
- ? :
  - Donato Paolo Conversi, peintre italien († 1760),
  - Lorenzo Fratellini, peintre italien  († 1729),
  - Angela Maria Pittetti, peintre italienne († 13 avril 1763),
  - Nicola Maria Rossi, peintre italien de la période baroque († 23 avril 1758),
- Vers 1690 :
- Giovanni Conca, peintre italien († 19 octobre 1771).

## Décès
- 12 février : Charles Le Brun, peintre français (° 24 février 1619),
- 17 mars : Jan van Mieris, peintre néerlandais (° 17 juin 1660),
- 25 avril : David Teniers le Jeune, peintre flamand (° 15 décembre 1610),
- 26 avril : Hendrik Verschuring, peintre, graveur et dessinateur néerlandais (° 1627),
- 15 octobre : Juan de Valdés Leal, peintre baroque espagnol, sculpteur, doreur, graveur et architecte (° 4 mai 1622),
- ? :
  - Abraham van Beijeren, peintre néerlandais (° vers 1620),
  - Johannes van der Bent, peintre néerlandais (° vers 1650),
  - Abraham Brueghel, peintre néerlandais (° 28 novembre 1631),
  - Wang Wu, peintre chinois (° 1632).